# Cecchiniola
Cecchiniola is een geslacht van kevers uit de familie bladkevers (Chrysomelidae).
De wetenschappelijke naam van het geslacht werd in 1908 gepubliceerd door Jacobson.

## Soorten
- Cecchiniola platyscelidina Jacobson, 1898